# ساحل صحرا

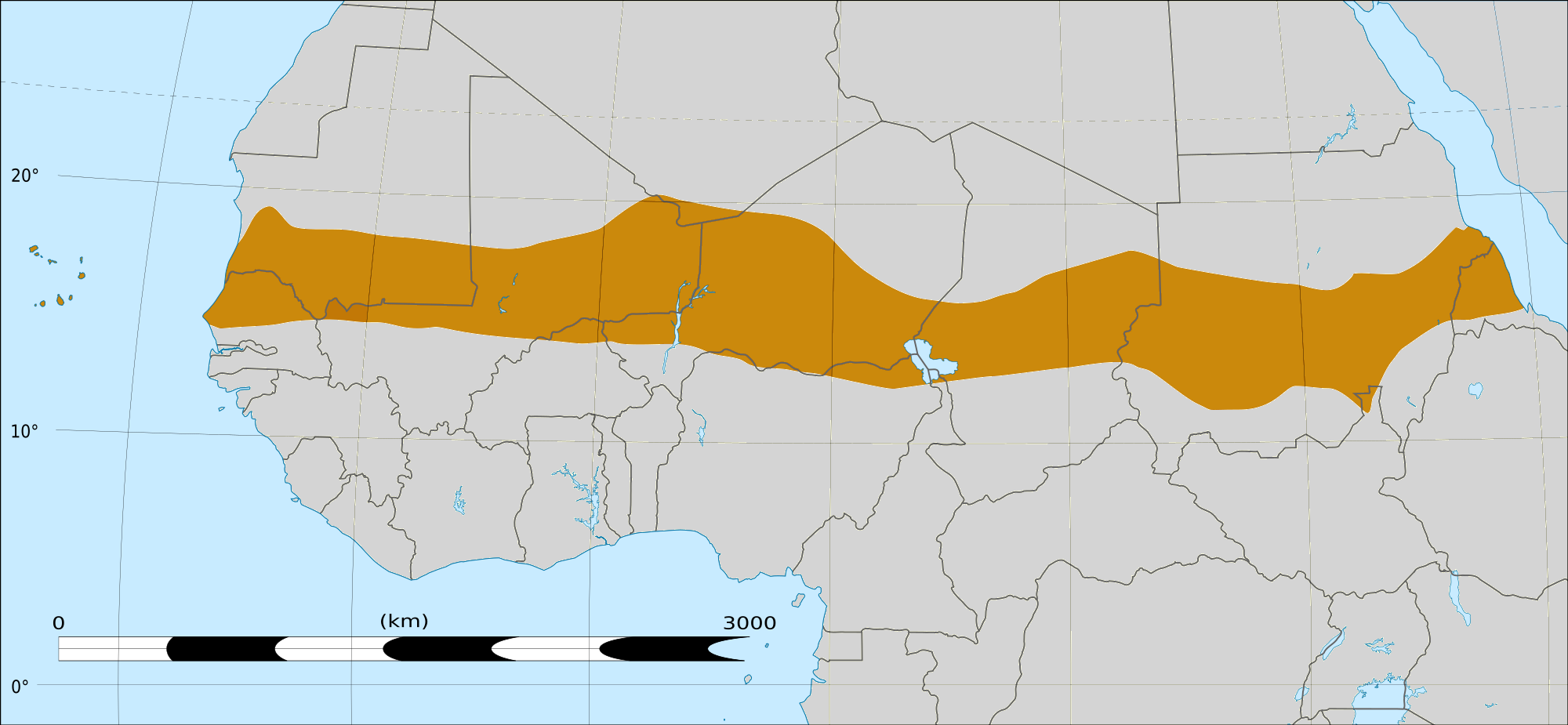
منطقه ساحل

ساحل، منطقه ای است با اقلیم و تنوع زیستی مشابه که میان صحرای بزرگ آفریقا و ساوانای سودان قرار گرفته‌است. این منطقه در شمال آفریقا از اقیانوس اطلس تا دریای سرخ کشیده شده‌است. نام ساحل برگرفته از واژه عربی ساحل است و علت نامگذاری اش این است که مراتع این منطقه چون ساحلی در کنار شنزارها می‌مانند.
ساحل مناطقی از (از غرب به شرق) شمال سنگال، جنوب موریتانی، مرکز مالی، جنوب الجزیره و نیجر، مرکز چاد، جنوب سودان، شمال سودان جنوبی و اریتره را در بر می‌گیرد.

## امنیت
این منطقه همواره به علت وجود تروریسم اسلامی و مداخله نظامی فرانسه در کشور های آن یکی از ناامن ترین مناطق جهان بوده است. در سال ۲٠۱۵ داعش در این منطقه اعلام موجودیت کرد. رهبر این گروه در این منطقه تا سال ۲٠۲۱ ابودرد بود که در همین سال کشته شد.پس از کشته شدن آن توسط فرانسه فردی نامعلوم جایگزین او شد.